# Y-40

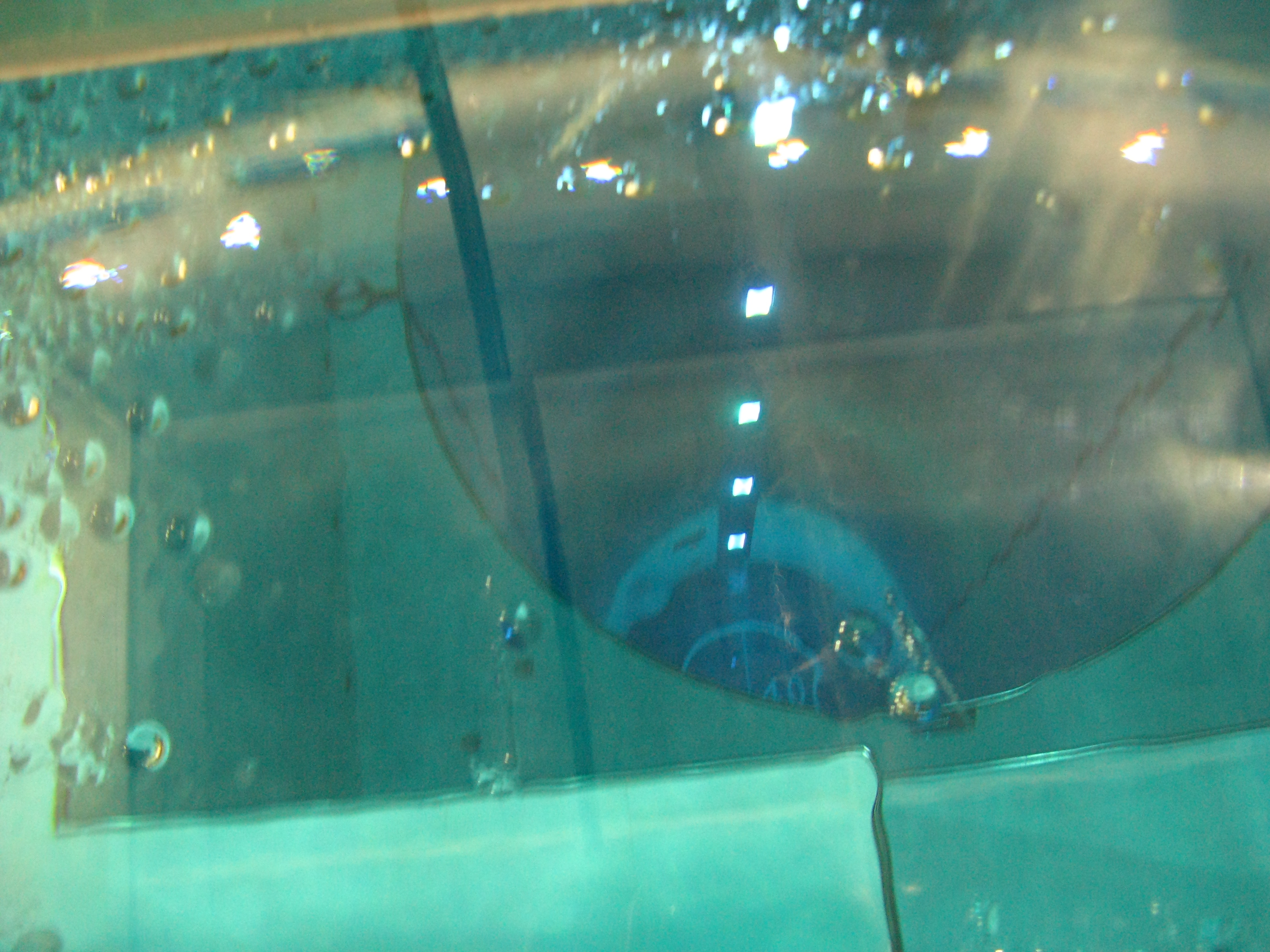
Il pozzo che scende verso il punto più profondo della piscina

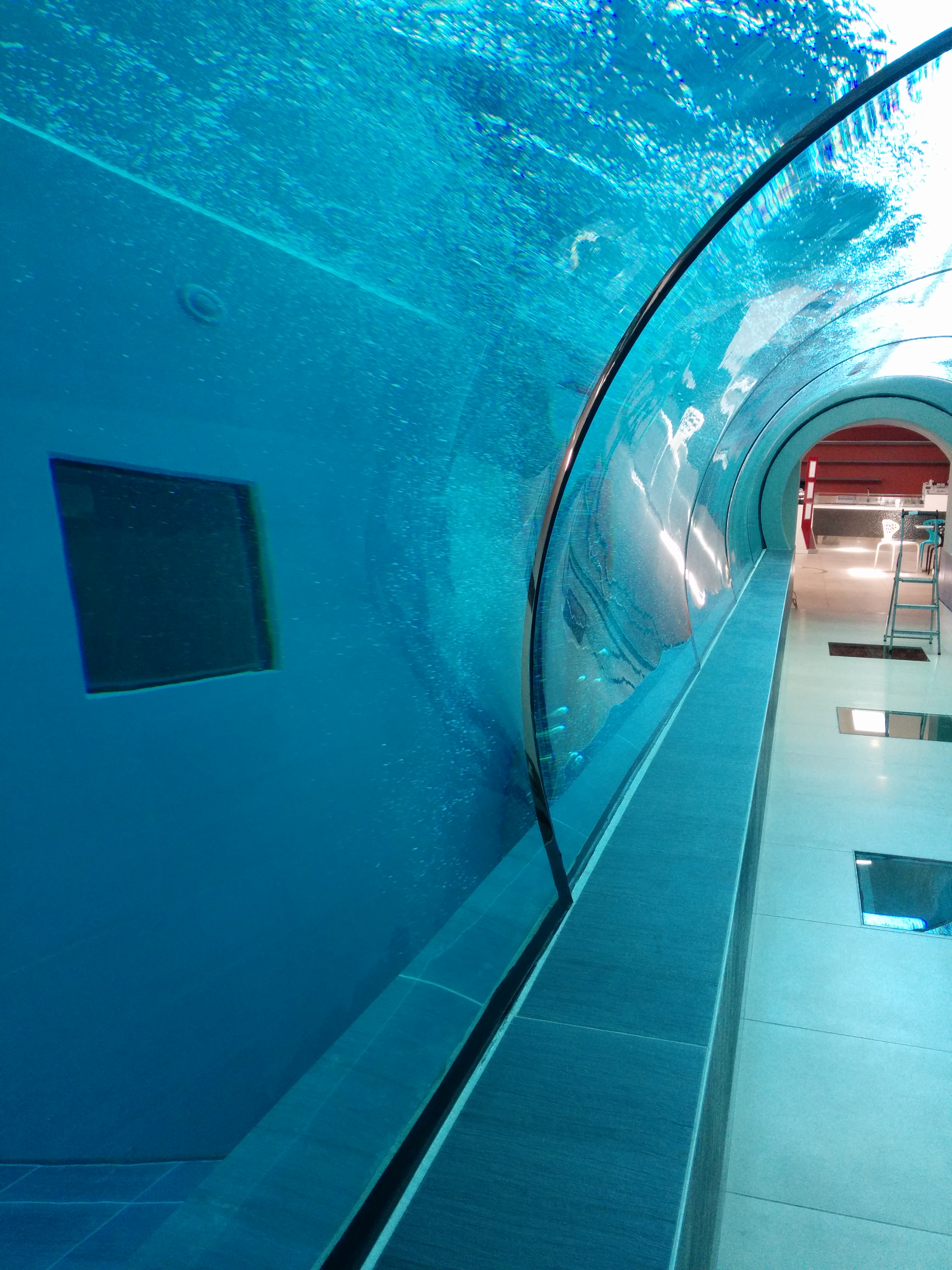
La galleria

La Y-40 - The Deep Joy è la piscina più profonda d'Italia e la terza nel mondo (la prima è la Deep Dive Dubai, profonda 60,02 m; la seconda è la Deepspot che si trova a Mszczonów, nei pressi di Varsavia, profonda 45,47 m). Y-40 si trova a Turri, frazione di  Montegrotto Terme, in provincia di Padova, ed il suo nome deriva dall'asse delle ordinate del piano cartesiano e ricorda la figura dell'apneista in posizione verticale e la profondità massima della vasca, ovvero circa quaranta metri, precisamente 42,15 m.

## Storia
Ideata e progettata dall'architetto Emanuele Boaretto, è stata inaugurata il 5 giugno 2014, battendo il primato di piscina più profonda del mondo che prima apparteneva alla Nemo 33, una vasca presente in una struttura sportiva a sud di Bruxelles. È stata realizzata dalla Millepini Immobiliare s.r.l. che ha incaricato, tra le altre, la ditta Cardin Cesare e Figli S.r.l. per la costruzione. Y-40 è utilizzata come piscina per immersioni e corsi di apnea e subacquea, ma anche per ricerca scientifica, formazione gruppi di soccorso e forze dell'ordine e per la produzione di foto e video subacquei, per pubblicità, clip musicali, cinema. 
Il 2 maggio 2023 è stata annunciata una nuova piscina che sarà costruita a fianco di Y-40, si chiamerà Phi 12 ed avrà un diametro di 12 metri ed una profondità di 30. Verrà usata per la ricerca scientifica, medico-subacquea e aerospaziale, la formazione di forze specializzate in ricerca e recupero, le produzioni cinematografiche oltre che per scopi ricreativi.

## Descrizione
La piscina ha una capacità di 4300 m³ e contiene acqua dolce di origine termale che sgorga a 85 °C e che viene raffreddata fino ad una temperatura di 34 °C. La sua morfologia è varia e comprende gradoni di diverse profondità: 1,30, 5, 6, 8, 10, 12 e 15 metri, all'interno dei quali sono stati ricavati anche percorsi e ambienti che simulano l'immersione in grotta. La piscina infatti è prevalentemente utilizzata a scopi formativi per subacquei professionisti. 
Alla profondità di 10 metri è stata posizionata anche una piccola statua della Madonna dell'Acqua, benedetta da mons. Claudio Giuliodori, vescovo di Macerata anch'egli subacqueo. 
A 15 metri di profondità si trova l'accesso alla parte più profonda, ovvero una sorta di pozzo del diametro di 6 metri che raggiunge la profondità massima di 42,15 metri. All'interno della vasca sono presenti boe fissate a vari punti del fondo con sagole che permettono la discesa e risalita controllata con riferimenti visivi.
Una parte della vasca è anche attraversata da una galleria, l'unico ponte trasparente sospeso all'interno di una struttura architettonica subacquea, realizzata in metacrilato, lunga 13 metri e percorribile al suo interno da tutti i visitatori.
Per ragioni di sicurezza sono stati installati su tutto il perimetro immerso della vasca dei fari e degli altoparlanti per diffondere suoni e musica, o per richiamare l'attenzione dei subacquei se necessario. La sicurezza per i subacquei è garantita anche dalla presenza di uno studio medico.